# بني عامر (تعز)
بني عامر هي إحدى قرى الجمهورية اليمنية. تتبع جغرافيا لمحافظة تعز وإداريًا لمديرية جبل حبشي. يبلغ تعداد سكانها 3204 نسمة حسب الإحصاء الذي أجري عام 2004.